# Escola florentina

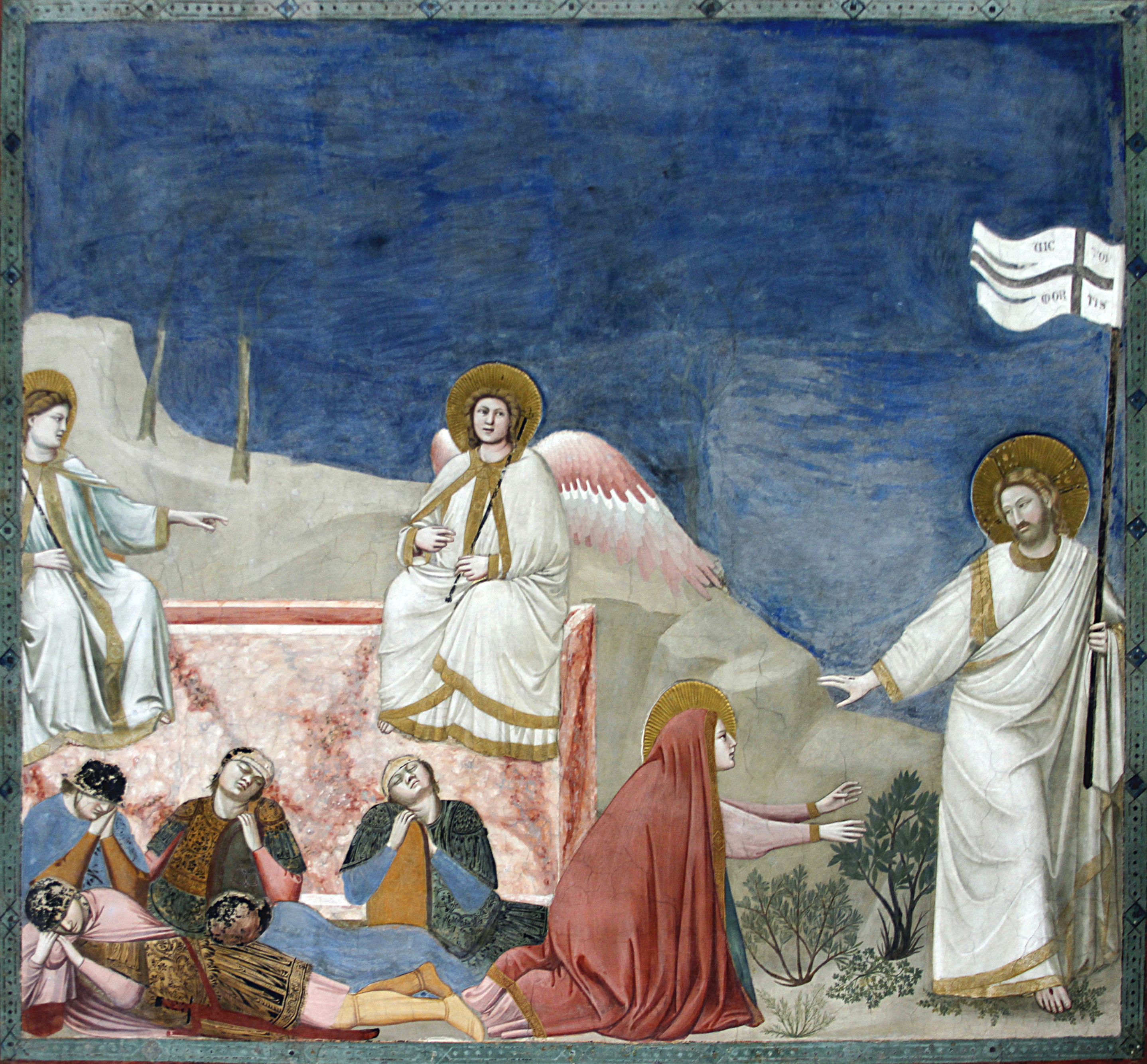
Cristo ressuscitado e Maria Madalena, por Giotto, Cappella degli Scrovegni, Padua

A chamada escola florentina compreende um grupo de pintores italianos influenciados pelo estilo naturalista desenvolvido da cidade de Florença, na época da arte italiana chamado Trecento. Esses artistas foram amplamente influenciados por Giotto, que, diferente de Duccio e outros artistas da escola sienesa, fundiu elementos da arte bizantina com a arte paleocristã e com a arte romana, distanciando-se assim da chamada maniera greca, que dominava a Itália naquele tempo.
A arte mais antiga da Toscana, produzida no século XII, em Pisa e Lucca, formou a base para o desenvolvimento posterior. Nicola Pisano mostrou seu gosto pelas formas clássicas assim como seu filho, Giovanni Pisano, que levou as novas ideias da escultura gótica para o vernáculo toscano, criando figuras de impressionante naturalismo. Essa arte eccou no trabalho de pintores de Pisa nos séculos XII e XIII, principalmente Giunta Pisano, que por sua vez influenciou Cimabue, e através dele, Giotto.
A representação pictórica mais antiga de Florença são os mosaicos do interior da cúpula do Batistério de São João, que foram executados em 1225. Acredita-se que Coppo di Marcovaldo tenha criado a figura central de Cristo, cheia de volume, diferente dos antigos mosaicos bizantinos. Obras similares foram encomendadas para a Basílica de Santa Maria Novella, a Igreja da Santa Trindade e a Igreja de Ognissanti no final do século XIII e começo do século XIV. Duccio e Cimabue criaram também painéis que se afastavam da tradição bizantina. Giotto e Bernardo Daddi podem ter se inspirado nas figuras murais de Roma para a criação de obras que enfatizavam o uso da luz. No final do século XV, a Escola Florentina começou a desaparecer, dando lugar ao Renascimento. Um dos últimos artistas da escola foi Andrea di Cione.
Outros artistas do Renascimento que se influenciaram pela escola florentina foram:
- Agnolo Bronzino
- Agnolo Gaddi
- Agostino Ciampelli
- Agostino Veracini
- Alberto Arnoldi
- Alessandro Allori
- Alessandro Fei
- Alesso Baldovinetti
- Alfonso Parigi
- Andrea Boscoli
- Andrea del Castagno
- Andrea del Sarto
- Andrea del Verrocchio
- Andrea della Robbia
- Andrea di Bonaiuto ou Andrea Bonaiuti ou Andrea da Florence
- Andrea di Giusto Andrea di Giusto Manzini
- Andrea Orcagna
- Anton Domenico Gabbiani
- Antonio del Ceraiolo il Ceraiolo
- Antonio del Pollaiolo
- Antonio Maria Ferri
- Antonio Tempesta
- Baccio Bandinelli
- Baccio d'Agnolo
- Bartolomeo Ammannati
- Benedetto da Maiano
- Benedetto da Rovezzano
- Benvenuto Cellini
- Bernardino Poccetti
- Bernardo Buontalenti
- Bernardo Ciuffagni
- Bernardo Daddi
- Bernardo Fallani
- Bernardo Rossellino
- Bicci di Lorenzo
- Bonaventura Berlinghieri
- Carlo Ademollo
- Cimabue
- Coppo di Marcovaldo
- Cosimo Gamberucci
- Cosimo Rosselli
- Desiderio da Settignano
- Domenico di Michelino
- Domenico Ghirlandaio
- Domenico Veneziano
- Emilio De Fabris
- Fabrizio Boschi
- Ferdinando Ruggieri
- Ferdinando Tacca
- Filippino Lippi
- Filippo Tarchiani
- Fra Filippo Lippi
- Fra' Ristoro da Campi
- Francesco Conti
- Francesco Curradi
- Francesco da Sangallo
- Francesco di Simone Ferrucci
- Francesco di Stefano Pesellino
- Bachiacca
- Francesco Granacci
- Francesco Morandini
- Francesco Salviati
- Francesco Talenti
- Franciabigio
- Gaddo Gaddi
- Gaspare Paoletti
- Gherardo Silvani
- Gherardo Starnina
- Giambologna
- Giorgio Vasari
- Giottino
- Giovan Battista Vanni
- Giovanni Angelo Montorsoli
- Giovanni Antonio Dosio
- Giovanni Antonio Sogliani
- Giovanni Balducci
- Giovanni Battista Caccini
- Giovan Battista Foggini
- Giovanni Bizzelli
- Giovanni da San Giovanni
- Giovanni del Biondo
- Giovanni della Robbia
- Giovanni di Lapo Ghini
- Giovanni Domenico Ferretti
- Giovanni Francesco Rustici
- Giovanni Gaddi
- Giovanni Michelazzi
- Giovanni Michelucci
- Giovanni Stradano
- Giuliano Bugiardini
- Giuliano da Maiano
- Giuliano da Sangallo
- Giulio Parigi
- Giuseppe Bezzuoli
- Giuseppe Moriani
- Giuseppe Poggi
- Giuseppe Zocchi
- Ignazio Hugford
- Jacone ou Jacopo di Giovanni di Francesco
- Jacopo Chimenti
- Jacopo del Sellaio
- Jacopo di Cione
- Jacopo Ligozzi
- Jacopo Vignali
- Lazzaro De Maestri
- Leon Battista Alberti
- Lippo di Benivieni
- Lorenzo Bartolini
- Lorenzo di Bicci
- Lorenzo di Credi
- Lorenzo di Niccolò
- Lorenzo Lippi
- Lorenzo Monaco
- Luca della Robbia
- Luca Fancelli
- Ludovico Buti
- Luigi de Cambray Digny
- Maestro del Bigallo
- Maestro del San Francesco Bardi
- Maestro di Signa
- Marco di Bartolomeo Rustici
- Mariano Falcini
- Mariotto Albertinelli
- Masaccio
- Maso da San Friano
- Masolino da Panicale
- Matteo Nigetti
- Matteo Rosselli
- Meliore di Jacopo
- Michelozzo
- Mino da Fiesole
- Nanni di Baccio Bigio
- Nanni di Bartolo
- Nardo di Cione
- Neri di Bicci
- Neri di Fioravante
- Niccolò di Pietro Gerini
- Niccolò Lapi
- Niccolò Tribolo
- Nicolò Barabino
- Perino del Vaga
- Pierino da Vinci
- Piero di Cosimo
- Pietro di Giovanni d'Ambrogio
- Pietro Tacca
- Pio Fedi
- Pontormo
- Raffaellino del Garbo
- Ridolfo del Ghirlandaio
- Romano Romanelli
- Romolo del Tadda
- Rosso Fiorentino
- Santi di Tito
- Sigismondo Caula
- Simone del Pollaiolo
- Spinello Aretino
- Taddeo Gaddi
- Tiberio Titi
- Valerio Cigoli
- Vincenzo de' Rossi
- Volterrano
- Zanobi del Rosso